# Romerska kejsardömet
För andra betydelser, se Rom (olika betydelser).
Romerska kejsardömet avlöste den romerska republiken (se tabell till höger) vid en tidpunkt som med olika synsätt anges till år 44, 31 eller 27 f.Kr. Skillnaden mellan de två låg framför allt i styrelseskicket: även republiken kontrollerade lydstater, och båda hade staden Rom som sitt centrum. Under sin erövring av Europa var romarriket oftast känt under förkortningen SPQR, Senatus populusque Romanus ("senaten och det romerska folket"), trots att senatens roll blivit betydligt mindre under kejsardömet. Under sin höjdpunkt, vilket nåddes under kejsardömet, omfattande det romerska riket cirka en fjärdedel av jordens dåvarande befolkning, vilket gör romerska riket till en av de relativt sett mest folkrika staterna som någonsin existerat. Om man även tänker på kejsardömets kvarvarande påverkan på allt ifrån lagar till arkitektur, betraktas det romerska kejsardömet ofta som en av de mest framgångsrika och betydelsefulla staterna i världshistorien.
Historiker har ibland gjort skillnad mellan principatet, perioden från Augustus till och med den romerska krisen under 200-talet, och dominatet, perioden från Diocletianus till slutet på det Västromerska riket. Enligt denna distinktion ska under principatet (latin: princeps, "den första", den enda titel som Augustus unnade sig) diktaturens verklighet ha hållits dold bakom en republikliknande kuliss; medan dominatet (dominus, "mästare") öppet exponerade sin makt med gyllene kronor och överlastade kejserliga ritualer. Idag anses denna åtskillnad vara överdriven: kejserligt majestät var knappast okänt i kejsartidens inledning.
Det romerska riket kontrollerade alla de hellenistiska länderna kring Medelhavet och nästan hela det keltiska Västeuropa. När imperiet delades upp i två administrativa delar, Västrom och Östrom, återspeglade det skillnaden mellan dessa kulturella områden. När ett flertal "barbariska riken" skapade ur Västroms aska av åtskilliga germanska stammar och Odovakar avsatte den sista Västromerska kejsaren att regera över Italien hade den västra halvan av kejsardömet redan börjat förändras i sin egen riktning. Kyrkan hade övertagit stora delar av administrationen och den välgörenhet som tidigare hade ombesörjts av den sekulära regimen. Den östra halvan, med sitt centrum i Konstantin den stores huvudstad Konstantinopel, förblev den romerska statens hjärta ända fram till 1453 då det som återstod av det Östromerska riket inkorporerades i det Osmanska riket.
Under lång tid har romerska titlar använts av åtskilliga härskare som gjort anspråk på att härska över ett imperium trots att dessa härskare och riken saknat kopplingar till det egentliga romerska riket. Nämnvärda exempel inkluderar frankerna, Tysk-romerska riket, det första och andra bulgariska imperiet, Ryska/Kiev dynastier (se Tsarer) och Tyska riket (se Kaiser).

## Historik
Se även uppslagsorden romersk kejsare och bysantinska kejsare.

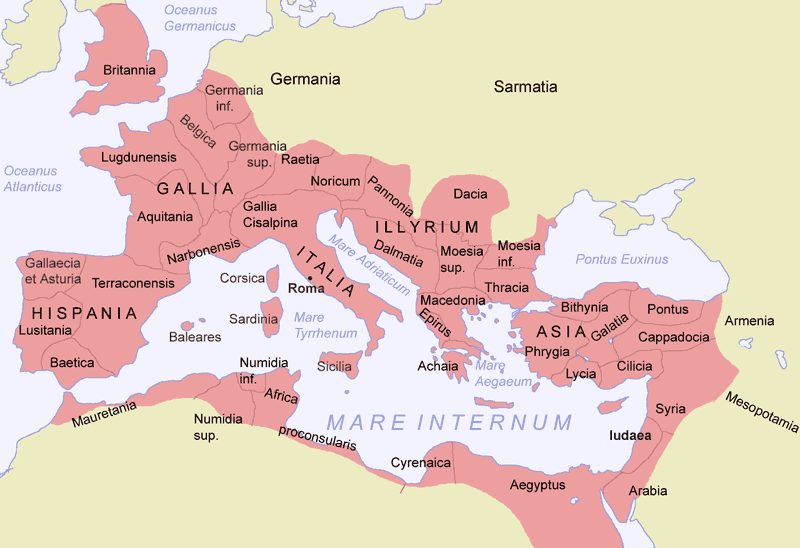
Romerska riket under 100-talet e.Kr., när det var som störst - och omslöt hela Medelhavet.

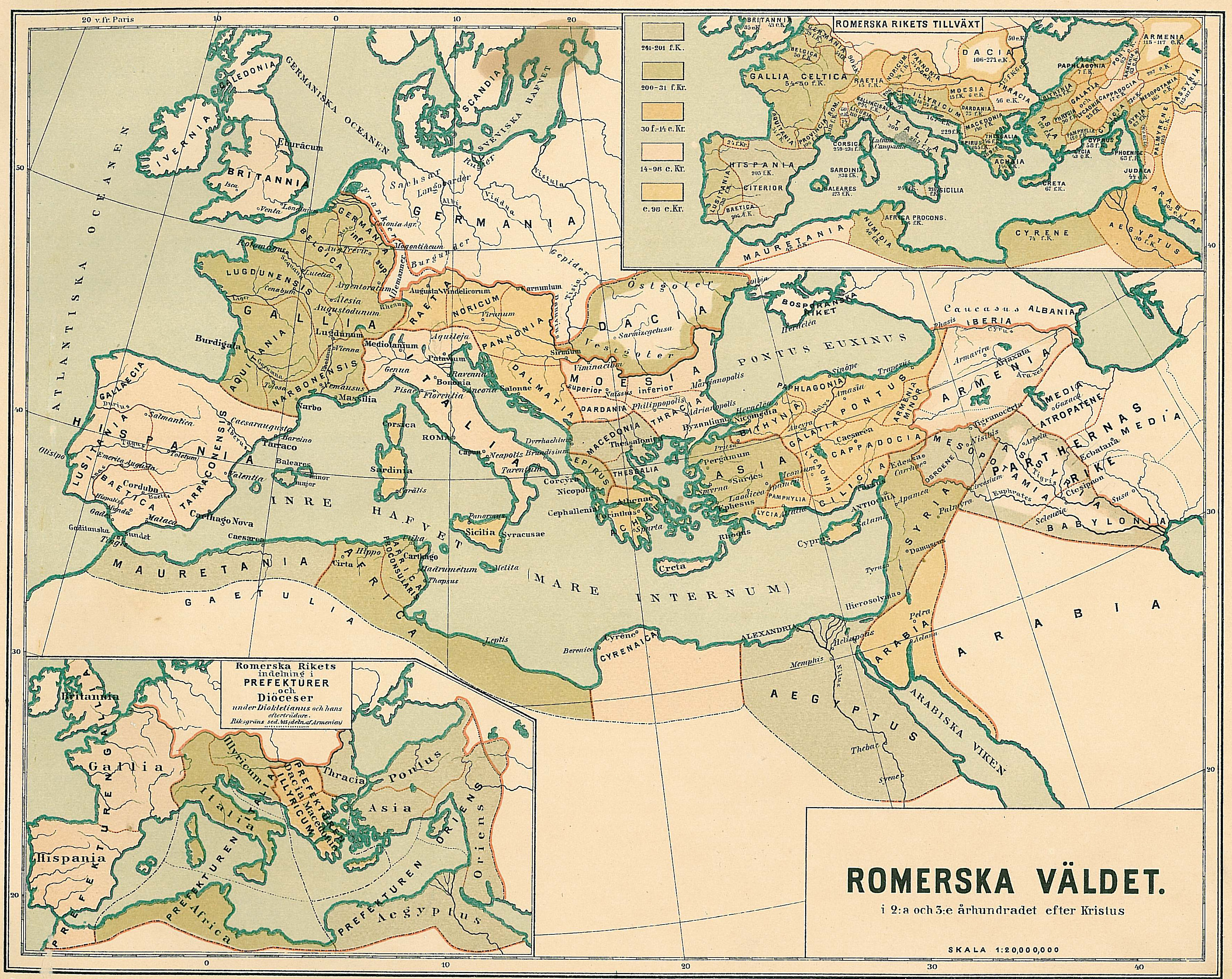
Detaljerad historisk karta över det romerska riket på 200- och 300-talet.

Romarriket var från början bara en stadsstat men utvecklades till ett av världshistoriens mäktigaste riken. Även efter att riket blivit kejsardöme skulle det bestå i nästan 1500 år som rike och mycket skulle förändras i imperiet under tiden fram till Västroms fall 476 e.Kr. och ännu mer fram till Östroms fall 1453 e.Kr.
Det romerska riket brukar sägas ha uppstått med det styrelseskick som följde slaget vid Actium 31 f.Kr.. Den romerska republikens institutioner i Rom hade dock förstörts under det föregående seklet, och Rom hade i praktiken styrts av en despot sedan Sulla.

### Principatet
Principatet varade 27 f.Kr.-284 e.Kr.

#### Augustus(31 f.Kr.–14 e.Kr.)
Under Augustus etablerades handelsförbindelser ända bort till Indien och Kina. Hans regeringstid innebar flera varaktiga bedrifter som skulle komma att få bestående inverkan på imperiet:
- Kejsartiteln, det ärftliga ämbetet skapades.
- Lönenivån i armén slogs fast. Den militära tjänstgöringstiden innebar för det romerska rikets militär det sista steget bort från en medborgararmé.
- Upprättandet av praetoriangardet som skulle komma att tillsätta och avsätta kejsare under flera sekler.
- Expansionen drevs till imperiets naturliga gränser och dessa gränser kom att bli bestående, med mycket små variationer under de följande 400 åren.
- En offentlig sektor som stod fri från maktstrukturen som omgav den romerska senaten skapades, vilket ledde till att senatens makt minskade med tiden.
- Lagarna lex Julia 18 f.Kr. och lex Papia Poppaea 9 e.Kr. som belönade barnafödande och bestraffade celibat.
- Spridandet av kulten kring den gudförklarade Julius Caesar över hela imperiet och understödjandet av Augustus halvgudsstatus i den östa, hellenistiska världen redan under hans livstid. Denna tradition fanns kvar då Konstantin den store dog och han utsågs till både romersk gud och "den trettonde aposteln".

Den augustinska perioden innebar en blomstring för poesi, historia, skulptur och arkitektur. Tyvärr vet vi betydligt mindre om den augustinska perioden än om den sena republiken. Titus Livius skrev visserligen sitt historieverk under den augustinska perioden och det täcker förvisso hela den romerska historien ända tillbaka till 9 f.Kr., men bara kortfattade andrahandskällor finns kvar av den del av hans verk som berör den sena republiken och den augustinska perioden. Våra viktigaste primärkällor utgörs av Res Gestae Divi Augusti, Augustus hårt vinklade självbiografi; Historiae Romanae av Velleius Paterculus, ett osammanhängande verk som fungerar som en tillförlitlig krönika; och Controversiae och Suasoriae av Seneca d.ä..
Även om det finns få skrivna källor från denna period finns det desto fler diktverk, förordningar och konstruktioner som ger värdefulla insikter i den tidens vardag. Genom olika arkeologiska studier har man kunnat få en ganska tydlig bild av de ekonomiska, sociala och militära förhållandena under perioden.
Viktiga andrahandskällor som täcker perioden är Tacitus, Dio Cassius, Plutarchos och Suetonius. Josefus Ioudaike archaiologia är en viktig källa för information om Judéen som blev en provins under Augustus.

#### Julisk-Claudiska dynastin
Julisk-Claudiska dynastin är benämningen på den dynasti som utgjordes av de fem första romerska kejsarna som tillhörde den julianska ätten, samma ätt som Julius Caesar - Augustus, Tiberius, Caligula, Claudius och Nero. Kejsar Augustus adopterades av Julius Caesar, men härstammade från ätten.
Kejsartiden inleddes efter att Octavianus (den blivande Augustus) besegrat Marcus Antonius och Kleopatra i den sista av en lång rad inbördeskrig i senrepublikens Rom. Octavianus var adoptivson till skillnad från sin adoptivfar var han noga med att inte reta upp aristokratin i senaten. Han var fast besluten att en gång för alla göra slut på inbördeskrigen och skapa en stabil statsmakt, och han var övertygad om att det krävdes envälde för att nå dit. Octavianus var dock väl medveten om att Caesar blivit mördad just för att han utropat sig till diktator på livstid och hade ambitioner på att bli kung.
Därför gick han mycket försiktigare fram än adoptivfadern och knöt mer och mer makt till sig bakom en fasad av att republiken levde kvar. Från och med år 27 f.Kr. var hans officiella titel princeps, den främste medlemmen i senaten. I realiteten var han dock envåldshärskare och blev från och med nu även benämnd Augustus, den upphöjde. Kejsartiden hade inletts.
För att skapa en riktigt stabil stat genomförde Augustus ett stort antal reformer för att bringa ordning i den tidigare kaotiska förvaltningen. De viktigaste åtgärderna presenteras ovan. Augustus lyckades i sina ambitioner och de kommande 200 åren var romarriket nästan förskonat från inbördeskrig. Augustus genomförde också en stor ombyggnad av Rom, vars befolkning nu var omkring en miljon till antalet.
Utrikespolitiskt vidgades riket ytterligare med bl.a. erövringar av vad som nu är södra Tyskland, Alpområdet och de få landområden runt Medelhavet som dessförinnan inte kontrollerades av Rom. Under kort tid ockuperade man också hela området mellan Rhen och Elbe men tvingades dra sig tillbaka efter att armén drabbats av ett förkrossande nederlag mot germanska stammar år 9 e.Kr. Gränsen mellan romarriket och Germanien kom sedan att gå utmed Rhen-Donau. För att säkra successionen adopterade Augustus Tiberius, som efterträdde honom.
Tiberius blev kejsare år 14 och han skulle inneha kejsartiteln fram till sin död år 37. Tiberius saknade Augustus karisma men var en mycket skicklig administratör och skicklig militär ledare. Inrikespolitiskt brottades han med stora familjeproblem när det gällde tronföljden. Den tänkte tronarvingen, brorsonen Germanicus avled år 19. Tiberius egen son Drusus d.y. blev nu tronarvinge men avled år 23, troligen mördad. Germanicus änka Agrippina d.ä. blev landsförvisad efter en konflikt med Tiberius. Till slut blev det Germanicus son, Caligula som efterträdde Tiberius. Roms andre kejsare genomförde inga större erövringar utan satsade i första hand på att säkra rikets gränser mot Germanien.
Caligula, som var kejsare åren 37-41, hette egentligen Gajus Julius Caesar Germanicus. Efter att först ha varit omtyckt bland såväl senatorer som hos krigsmakten urartade hans styre och han skall ha gjort sig skyldig till otroliga grymheter. Han spenderade också gigantiska summor på lyxliv och diverse olika spektakel i rikets huvudstad. Hans livsstil som i mångt och mycket liknande de österländska monarkernas retade många senatsmedlemmar som fortfarande hade en illusion av att republiken levde kvar. Efter flera misslyckade mordförsök mördades Caligula till slut av officerare i praetoriangardet, kejsarens livvakt.
Claudius (regerade 41-54) blev romarrikets fjärde kejsare. Claudius fullständiga namn var Tiberius Claudius Nero Germanicus och han var dotterson till Marcus Antonius. Claudius var som ung sjuklig och hade problem med att han stammade när han pratade. Trots att han aldrig var tänkt som kejsare upphöjde praetoriangardet honom till kejsare efter att Caligula mördats.
Claudius visade sig emellertid vara en handlingskraftig regent. Han omdanade och effektiviserade förvaltningen och även utrikespolitiskt var han framgångsrik. Under Claudius regeringstid införlivades flera nya provinser i riket, år 43 genomfördes också en invasion av brittiska öarna och några år senare sträckte sig romarriket ända upp till nuvarande Skottland.
Claudius var sedan år 49 gift med Agrippina d.y. Vissa källor hävdar att hon år 54 lät giftmörda sin make för att säkra tronföljden åt sin son Nero. Det är dock möjligt att Claudius dog en naturlig död.
Nero (regerade 54-68) blev den siste kejsaren inom den julisk-claudiska dynastin. Nero adopterades av Claudius och förlovade sig med adoptivfaderns dotter Octavia, som Claudius hade fått i ett tidigare äktenskap. Neros mor, Agrippina d.y., lyckades övertala Claudius att utse Nero till sin efterträdare i stället för sin egen son, Britannicus. Trots detta lät Nero mörda sin mor år 59. Britannicus hade mördats redan år 55.
Neros regeringstid präglades av motsättningar med senaten, och vid flera tillfällen utfördes utrensningar av verkliga eller inbillade fiender inom senatsaristokratin. År 64 genomförde han de första organiserade förföljelserna av kristna. En stor brand i Rom blev formell orsak till förföljelserna som kostade många kristna livet. Nero byggde efter branden ett palats på Esquilinen. Palatset var gigantiskt - 50,6 hektar stort - med bland annat en 37 meter hög staty på Nero själv. Konflikterna med senaten fortsatte och blev akut år 68. Efter att senaten förklarat kejsaren vara fiende till det romerska folket valde han att begå självmord.

#### Fyrkejsaråret 68–69
Efter Neros död och revolten mot honom följde en orolig period åren 68–69 som kan liknas vid inbördeskrig innan den Flaviska dynastin inleddes. Galba blev Neros efterträdare år 68 men redan år 69 dödades han av sina egna vakter på order av Otho som i revolten mot Nero var lojal. Senaten godkände Otho som kejsare då han i motsats till Galba inte var lika allierad med militären. Vitellius, som var legat i Germania, tågade dock mot Rom och dödade Otho år 69. Men även han kunde inte nå stabilitet i riket trots senatens stöd. Vespasianus ledde under denna tid belägringen av Jerusalem, men han gav i stället sin son Titus detta uppdrag, och han lyckades vinna ett slag mot Vitellius och tog makten.

#### Flaviska dynastin
Vespasianus tog makten år 69. Han var den förste i Flaviska dynastin, som även innefattade hans söner Titus och Domitianus. Hans styre byggde på administration och disciplin och han lyckades stabilisera riket. Han slog ner en revolt i Gallien (Frankrike) och hans son Titus erövrade Jerusalem och förstörde staden, varpå en legat fick ta över styret i området. Vespasianus förstärkte gränserna genom att göra dessa områden beroende av Rom. Han förde en stram finanspolitik och genom skatt kunde han få en stabil ekonomi. Han uppförde det berömda Colosseum.
År 79 dog Vespasianus och lämnade över makten till sin son Titus. Trots sin korta tid som kejsare blev han en av de mest populära. Under hans tid som regent inträffade många katastrofer, bland annat förstördes Pompeji och Herculaneum genom utbrottet från vulkanen Vesuvius i Neapelbukten. Några månader senare förstördes viktiga byggande i Rom, bland annat Capitolium, Pantheon och Agrippas bad, av en brand. Titus uppförde nya byggnader, bland annat amfiteatrar.
År 81 dog Titus och eftersom han inte hade någon son fick hans bror Domitianus tronen. Domitianus försökte öka moralen i landet genom bekämpa korruption och prostitution. De gamla gudatemplen återuppfördes och andra religioner förtrycktes. Han insisterade på att bli hälsad Dominus et Deus ("herre och gud"). År 93 lät han avrätta kristna; det har sagts att hans syskonbarn Flavius Clemens var bland dem. År 96 mördades han.

#### Fem goda kejsare
De kejsare som härskade 96-180 har blivit kända som de fem goda kejsarna. Dessa var inte närmare släkt med varandra, utan hade alla adopterats av sina föregångare, och kallas därför även adoptivkejsarna.
Nerva tog över efter Domitianus år 96. Han blev vald av senaten. Militären var missnöjd eftersom den gillade den makt de fått under den flaviska dynastin. Nervas tid som kejsare blev kort. Han valde själv Trajanus som sin efterträdare.
Trajanus fick år 98 makten av Nerva. Trajanus erövrade Dakien (Rumänien) norr om floden Donau och utvidgade gränsen österut där han erövrade Armenien, Assyrien och Mesopotamien. En revolt i Afrika år 115 gjorde att han tvingades tillbaka till Rom från kriget i öster. Han dog på väg till Rom i Kilikien år 117.
Hadrianus kom till makten år 117 och behöll den fram till sin död år 138. Under hans tid förändrades Roms utrikespolitik. Han övergav utvidgningstanken och börja tänka mera på försvar och fred. Han eftersträvade naturliga gränser i riket, som till exempel floder och berg. I mellersta Britannia (England och Skottland), där det inte fanns naturlig gräns, byggde han en mur, som utgjorde rikets gräns mot norr. Han lämnade också områden mer eller mindre frivilligt för att uppnå de naturliga gränser som var lätta att försvara och därmed inte behövde lika många trupper. Av denna anledning lämnade han bland annat norra Dakien år 118.
Antoninus Pius fick makten år 138 av Hadrianus, som han var rådgivare åt. Antoninus Pius starka sidor var juridik och administration. Han undvek krig, som han ansåg var dyrt. I stället satsade han på att förbättra städer som Rom, Ostia, Lanuvium, Tarquinia, Lorium, Antinum, Terraccina, Capua och Puteoli. Efter en tids sjukdom dog han den 7 mars år 161 i staden Lorium.
Marcus Aurelius tog makten år 161. Riket var i stor oro under hans tid. Bland annat bröt pesten ut i östra delen av riket. Han tvingades också ut i krig. Marcus Aurelius dog i Vindobona (nuvarande Wien) år 180 under fälttåget mot markomannerna, dock ej i strid.

#### Commodus
Commodus fick makten år 180 efter sin far Marcus Aurelius. Han var en grym tyrann (av de romerska kejsarna anses endast Nero och Caligula ha varit värre än honom), som inte var speciellt intresserad av att regera riket. Han anordnade gladiatorspel och ordnande festivaler och fester, medan rikets ekonomi föröddes. Trots hans försök att göra sig populär med gladiatorspel kom folk hata honom för hans hårda lagar. Han kom senare att mördas år 192; då hade redan ett flertal mordförsök gjorts mot honom.

#### Severiska dynastin
Kejsare av den severiska ätten.
- Septimius Severus år 193–211
- Caracalla år 211–217
- Geta år 211–212
- Macrinus år 217–218 (usurpator - tillhörde ej den Severiska ätten)
- Heliogabalus år 218–222
- Alexander Severus år 222–235

### Dominatet
Huvudartikel: Dominatet varade 284 e.Kr.–305 e.Kr.

#### Tetrarkin
Huvudartikel: Tetrarki
Tetrarki var den romerska regeringsform med fyra kejsare som Diocletianus införde år 293 och som satte punkt för den romerska krisen under 200-talet. Tetrarkin varade fram till år 312 (slaget vid Pons Mulvius) eller 313 (ediktet i Milano) men upplöstes inte formellt förrän år 324, då Konstantin gjorde sig till ensam romersk kejsare.

### Österns ökade betydelse

#### Konstantin den store
Huvudartikel: Konstantin den store
Konstantin anses vara den kanske viktigaste gestalten i det senantika romarriket. År 306 utropades Konstantin till kejsare av faderns trupper. Riket var dock delat mellan flera kejsare. De följande åren utbröt maktkamp mellan kejsarna Galerius, Severus II, Maximinus Daia, Maximianus och Licinius. Konstantin besegrade Maxentius vid Pons Milvius utanför Rom år 312. Följande år möttes Konstantin och Licinius i Milano och delade upp riket mellan sig. Läget var dock spänt mellan dem och 324 besegrade Konstantin Licinius i en serie slag och blev kejsare över hela det romerska riket.
Under åren 324–330 lät Konstantin uppföra Konstantinopel vid Bosporen, (från grekiskans Βόσπορος, Bósporos) och flyttade år 330 hela rikets administration dit. Detta var inte ett ogenomtänkt beslut. Den nya huvudstaden var betydligt bättre konstruerad ur ett defensivt perspektiv med stora och mäktiga stadsmurar och försvarsverk. Konstantinopel var även placerad strategiskt vid Bosporen och de handelsvägar som gick igenom den samt var närmare frontlinjerna mot Romarrikets då sanna rival - det Sasanidiska riket. Att placera huvudstaden närmare frontlinjerna innebar att viktiga meddelanden snabbare kunde nå kejsaren och kejsardömets ledning. Bytet av huvudstad var ett steg på vägen till en permanent delning av riket i två administrativa delar, men i princip självständiga stater, - Västrom och Östrom. Den slutliga delningen skedde år 395.

#### Julianus och Jovianus
- Julianus Apostata år 361–363
- Jovianus år 363–364

#### Valentinianus
Valentinianus I år 364–375

#### Slaget vid Adrianopel
I slaget vid Adrianopel 9 augusti 378 besegrades romerska legioner av västgoternas rytteri, medan den romerska legionen var slut som offensivt instrument, en händelse som för mycket lång tid etablerade rytteriet som det viktigaste truppslaget.

#### Theodosius
Huvudartikel: Theodosius I
Theodosius I (den store) (född år 346, död 395) föddes i Spanien och var en av de viktigaste gestalterna i det senantika romarriket.
Efter att kejsar Valens stupat i strid med västgoter vid Adrianopel år 378 utnämnde dennes efterträdare Gratianus Theodosius till medkejsare år 379, med särskilt ansvar för att reda upp situationen med Ostrogoterna. Dessa besegrades men blev återigen foederati (bundsförvanter) och fick bosätta sig på Balkan. Dessa skulle dock bryta upp igen på 390-talet och inleda en flera decennier lång plundringsvåg på Balkan innan de slog sig ner i Italien. Teodosius och hans efterträdare var oförmögna att stoppa Ostrogoternas framfart. Gratius mördades år 383 varpå inbördeskrig bröt ut. Theodosius I avgick så småningom med segern och regerade ensam riket fram tills han avled i Mediolanum år 395. Dessförinnan hade han år 394 besegrat härmästaren Arbogastes i ett nytt inbördeskrig.
År 380 införde Theodosius kristendomen som statsreligion i hela riket och avskaffade i början av 390-talet den religionsfrihet som rått sedan Konstantin den stores tid. De gamla religionerna levde dock kvar, trots att kristendomen var den enda tillåtna religionen.
Efter Theodosius död delades riket ånyo mellan hans söner, Honorius och Arcadius, en händelse som brukar utses till den definitiva delningen av romarriket i två i princip självständiga riken - Östrom och Västrom. Theodosius blev den siste kejsare som regerade över hela romarriket. Delningen blev därefter permanent.

#### Västrom och Östrom
Huvudartiklar: Västrom och Östrom
Vid delningen följdes den västliga och östliga delning som genomförts periodvis förut. Honorius ärvde Västrom och Arcadius ärvde Östrom. Dessa var snarare administrativa indelningar än separata och självständiga stater även om de oftast betraktas som en stor splittring av kejsardömet och slutet på den stat som varat sedan 27 f.Kr. I verkligehet sågs den splittring som skedde 395 på ungefär samma sätt som det som skett vid alla tidigare splittringar (bl.a. tetrarkin) och bör ej ses som kejsardömets egentliga slut. Kejsardömet fortsatte som två separata, men sammanlänkade, administrativa indelningar fram tills Västroms fall 476 då Östrom återstod som det enda romerska kejsardömet. Efter 476 benämns Östrom ofta i traditionell historieskrivning som det bysantinska riket för att skilja på antikens romerska rike och den medeltida stat som kom att växa fram ur dess kvarvarande delar.